# Барицентр (астрономия)
В астрономии барицентр (от др.-греч. βαρύς «тяжёлый» и др.-греч. κέντρον «центр») — центр масс системы из двух или более тел, обращающихся друг вокруг друга — то есть точка, вокруг которой обращаются все эти тела. Он представляет собой не физический объект, а динамическую точку. Барицентр является важной концепцией в таких областях, как астрономия и астрофизика. Расстояние от центра масс каждого тела до барицентра может быть вычислено в рамках задачи двух тел.
Если одно из двух обращающихся тел значительно массивнее другого и тела находятся достаточно близко друг от друга, барицентр может оказаться расположенным внутри более массивного тела. В этом случае нередко может казаться, что менее массивное тело обращается вокруг более массивного, а последнее всего лишь совершает незначительные колебания. Так обстоит дело с системой Земля — Луна: барицентр этой системы расположен на расстоянии 4671 км от центра Земли.
Когда два тела имеют одинаковую массу, барицентр будет располагаться между ними, а оба тела — обращаться вокруг него: так обстоят дела с Плутоном и Хароном, одним из естественных спутников Плутона, а также со многими двойными астероидами и двойными звездами.
Когда менее массивный объект находится на большом удалении, барицентр находится за пределами более массивного объекта — так обстоит дело с Юпитером и Солнцем: несмотря на то, что Солнце в тысячу раз массивнее Юпитера, их барицентр находится недалеко от поверхности Солнца, поскольку расстояние между ними значительно.
В астрономии барицентрические координаты — это невращающиеся координаты с началом отсчёта, находящемся в барицентре системы их двух или более тел. Международная небесная система отсчета (ICRS) — это барицентрическая система координат с центром в барицентре Солнечной системы.

## Задача двух тел
Барицентр — один из фокусов эллиптической орбиты каждого тела. Это важная концепция в области астрономии и астрофизики. В простом случае двух тел расстояние от центра главного компонента системы до барицентра r1 определяется выражением:
{\displaystyle r_{1}=a\cdot {\frac {m_{2}}{m_{1}+m_{2}}}={\frac {a}{1+{\frac {m_{1}}{m_{2}}}}}}
где:
- r1 — расстояние от центра масс первого тела до барицентра;
- а — расстояние между центрами масс тел;
- m1 и m2 — массы тел.

Большая полуось вторичной орбиты, r2, вычисляется как r2 = a − r1.
Если барицентр оказывается расположен внутри более массивного тела, то создаётся впечатление, что оно не следует по чётко различимой орбите, а остаётся на месте, всего лишь немного «покачиваясь».

### Примеры
В следующей таблице приведены некоторые примеры тел, принадлежащих Солнечной системе . Значения округлены до трех значащих цифр. Термины «основное» и «вторичное» используются для различения небесных тел в паре, при этом более крупное считается основным, а меньшее — вторичным.
- m1 — масса основного тела, выраженная в массах Земли (M🜨)
- m2 — масса вторичного тела, выраженная в массах Земли (M🜨)
- a (км) — среднее орбитальное расстояние между центрами тел
- r1 (км) — расстояние от центра основного тела до барицентра
- R1 (км) — радиус основного тела
- r1/R1 — значение, меньше единицы, означает, что барицентр располагается внутри основного тела

| Основное тело | m1 (ME) | Вторичное тело | m2 (M🜨)             | a (км)                     | r1 (км) | R1 (км) | r1/R1    |
| ------------- | ------- | -------------- | ------------------- | -------------------------- | ------- | ------- | -------- |
| Земля         | 1       | Луна           | 0,0123              | 384 000                    | 4670    | 6380    | 0,732    |
| Плутон        | 0,0021  | Харон          | 0,000254 (0,121 M♇) | 19 600                     | 2110    | 1150    | 1,83     |
| Солнце        | 333 000 | Земля          | 1                   | 150 000 000 (1 а.е.)       | 449     | 696 000 | 0,000646 |
| Солнце        | 333 000 | Юпитер         | 318 (0,000955 M⊙)   | 778 000 000 (5,20 а. е.)   | 742 000 | 696 000 | 1,07     |
| Солнце        | 333 000 | Сатурн         | 95,2                | 1 430 000 000 (9,58 а. е.) | 409 000 | 696 000 | 0,588    |

1. ↑  В этом случае имеют место заметные «покачивания» Земли. См. также приливы и отливы.
2. ↑  Плутон и Харон иногда рассматриваются как двойная система, поскольку её барицентр не находится внутри ни одного из этих тел.[3]
3. ↑  «Покачивания» Солнца практически незаметны.
4. ↑  Солнце обращается вокруг барицентра, располагающегося недалеко от его поверхности.[5]

### Пример с Солнцем

Изменение положения барицентра Солнечной системы относительно Солнца во времени

Если m1 ≫ m2 (что справедливо для Солнца и любой планеты Солнечной системы), то отношение r1/R1 примерно равно:
{\displaystyle {\frac {a}{R_{1}}}\cdot {\frac {m_{2}}{m_{1}}}.}
Таким образом, барицентр системы Солнце — планета будет лежать вне Солнца только в случае, если:
{\displaystyle {a \over R_{\odot }}\cdot {m_{\mathrm {planet} } \over m_{\odot }}>1\;\Rightarrow \;{a\cdot m_{\mathrm {planet} }}>{R_{\odot }\cdot m_{\odot }}\approx 2.3\times 10^{11}\;m_{\oplus }\;{\mbox{km}}\approx 1530\;m_{\oplus }\;{\mbox{AU}}}
— то есть когда планета массивна и достаточно удалена от Солнца.
Если бы Юпитер находился на орбите Меркурия — то есть в 57 900 000 километров (0,39 а.е.) от Солнца, — то барицентр системы Солнце — Юпитер находился бы на удалении примерно 55 000 км от центра Солнца.
Для расчета фактического движения Солнца достаточно учитывать только движения четырёх планет-гигантов (Юпитера, Сатурна, Урана, Нептуна), поскольку вклад всех прочих тел Солнечной системы незначителен. Если бы четыре гигантские планеты находились на одной прямой по одну сторону от Солнца, их общий центр масс находился бы на расстоянии около 1,17 солнечных радиусов, или чуть более 810 000 км, над поверхностью Солнца.
Приведенные выше расчеты основаны на среднем расстоянии между телами и дают среднее значение r1. Но все небесные орбиты являются эллиптическими, и расстояние между телами меняется между апсидами в зависимости от эксцентриситета e. Следовательно, положение барицентра тоже изменяется во времени, и в некоторых системах барицентр может иногда находиться внутри, а иногда — снаружи более массивного тела. Это происходит, когда:
{\displaystyle {\frac {1}{1-e}}>{\frac {r_{1}}{R_{1}}}>{\frac {1}{1+e}}}
Система Солнце — Юпитер, при эксцентриситете орбиты Юпитера, равном 0,0484, попросту не соответствует этому критерию: 1.05 < 1.07 > 0.954 .

## Релятивистские поправки
В классической механике (ньютоновской гравитации) это определение упрощает расчеты и не создает известных проблем. В общей теории относительности (эйнштейновская гравитация) возникают сложности, поскольку, хотя барицентр и может быть определён в пределах разумных приближений, соответствующая система координат не полностью отражает несоответствие течения времени в разных местах. Брумберг объясняет, как установить барицентрические координаты в общей теории относительности.
Системы координат включают мировое время, то есть глобальную временную координату, которая может быть установлена с помощью телеметрии . Отдельные часы аналогичной конструкции не будут соответствовать этому стандарту, поскольку они подвержены разным гравитационным потенциалам или движутся с разными скоростями, поэтому мировое время должно быть синхронизировано с какими-то идеальными часами, которые, как предполагается, очень далеки от всей системы. гравитационная система. Этот стандарт времени называется барицентрическим координатным временем (TCB).

## Избранные барицентрические орбитальные элементы
Барицентрические соприкасающиеся орбитальные элементы для некоторых объектов Солнечной системы следующие:
| Объект               | Большая полуось (а. е.) | Апоапсис (a.e.) | Орбитальный период (лет) |
| -------------------- | ----------------------- | --------------- | ------------------------ |
| C/2006 P1 (Макнот)   | 2050                    | 4100            | 92 600                   |
| C/1996 B2 (Хякутакэ) | 1700                    | 3410            | 70 000                   |
| С/2006 М4 (ЛЕБЕДЬ)   | 1300                    | 2600            | 47 000                   |
| (308933) 2006 SQ372  | 799                     | 1570            | 22 600                   |
| (87269) 2000 OO67    | 549                     | 1078            | 12 800                   |
| 90377 Седна          | 506                     | 937             | 11 400                   |
| 2007 TG422           | 501                     | 967             | 11 200                   |

Для объектов с таким высоким эксцентриситетом барицентрические координаты более стабильны, чем гелиоцентрические координаты для данной эпохи, потому что на барицентрическую соприкасающуюся орбиту не так сильно влияет то, в какой точке своей 11,8-летней орбиты находится Юпитер.